# Bulu (Jepara)
Bulu is een bestuurslaag in het regentschap Jepara van de provincie Midden-Java, Indonesië. Bulu telt 3755 inwoners (volkstelling 2010).